# Episinus macrops
Episinus macrops là một loài nhện trong họ Theridiidae.
Loài này thuộc chi Episinus. Episinus macrops được Eugène Simon miêu tả năm 1903.